# 愛宕山 (京都市)
愛宕山（あたごやま、あたごさん）は、京都府京都市右京区の北西部、山城国と丹波国の国境にある山。京都市街を取り巻く山の中で、比叡山と並びよく目立っており、信仰の山としても知られる。

## 概要
山頂は京都市に所在するが、約1.5km西に市境があり、山体は亀岡市にまたがる。標高924m。三等三角点「愛宕」（890.06m）は山頂の北方約400mの地点に所在する。
京都盆地の西北にそびえ、京都盆地東北の比叡山と並び古くより信仰対象の山とされた。神護寺などの寺社が愛宕山系の高雄山にある。山頂には愛宕神社があり、古来より火伏せの神様として京都の住民の信仰を集め、全国各地にも広がっている（愛宕権現参照）。亀岡市側の登山口にも「元愛宕」と呼ばれる愛宕神社がある。
本能寺の変の直前に明智光秀が愛宕神社を参詣し愛宕百韻を詠んだことでも知られる。亀岡市から愛宕山への登山道は光秀が通ったことから「明智越え」と呼ばれている。
昭和初期には愛宕神社参詣の足として愛宕山鉄道が嵐山駅からふもとまでの鉄道と山上までのケーブルカーを敷設し、あわせてホテルや遊園地もある愛宕山遊園地が開かれ、観光客で賑わった。しかし世界恐慌や戦争の影響で客足が落ち、第二次世界大戦末期にはケーブルカーが不要不急線として廃線になり遊園地やホテルも閉鎖された。これらは戦後再開されることが無かった。ドライブウェイが整備され市街地に近い山として戦後観光客が増加して発展した比叡山や六甲山などとは対照的である。天気がよければ大阪市内の高層ビル上などからも山塊を確認することができる。

## 登山道
主な登山道は、清滝からの表参道、清滝から月輪寺経由の道、水尾集落からの道がある。その他に、高雄（神護寺）から首無地蔵を経由する道、樒原集落からの道などがある。
都市近郊の山であり気軽に登られているが、天候により真夏以外は朝夕寒かったり山上が雲の中に入って濃霧に覆われる時もあるので防寒具や雨具が必要な時もあり、携帯しているのが望ましい。また、千日詣りの日（の表参道）を除いて参道には夜間の照明は殆どない。メインの清滝コースは登山口と山頂の標高差は800m以上あり、他のコースでも往復で4～5時間掛かる為、午後から山に登ると下山するまでに日没になってしまい、外灯が殆ど無いため懐中電灯を装備していないと遭難状態となる事があるなど注意が必要である。地元の右京警察署によると年間20件前後の救助事案が発生しており、注意を呼びかけている。

### 表参道
清滝 -(1:00)- 五合目小屋 -(0:30)- 水尾岐れ -(0:30)- 黒門 - 愛宕神社・山頂
京都市右京区清滝の猿渡橋からの登山道が表参道であり、二の鳥居をくぐると山頂まで約4.2kmである。火燧（ひうち）権現、大杉大神、黒門、愛宕神社を経て山頂に至る。登山口からは、二十五丁目茶屋跡、五合目（三十丁目水口屋跡）、水尾わかれ、愛宕神社社務所、愛宕神社に屋根付き休息所（小屋）がある。
標識として、建立年代不詳の古い丁石（町石）が嵯峨鳥居本の「一の鳥居」を起点、愛宕神社を五十丁（約5.5km）として1丁毎に板碑又は地蔵が建てられている。また、嵯峨消防分団が救助の目安とするため100m毎に設置した標識が清滝の「二の鳥居」付近を1/40として愛宕神社社務所付近の41/40まで建てられている。

### 月輪寺経由
清滝 -(0:30)- 空也の滝 -(0:60)- 月輪寺 -(0:50)- 愛宕神社・山頂

### 水尾山稜参道
JR山陰本線（嵯峨野線）保津峡駅 -(1:25)- 水尾集落 -(1:10)- 水尾岐れ -(0:30)- 黒門 - 愛宕神社・山頂
※保津峡駅と水尾集落の間には自治会バスあり。毎週火曜日・金曜日、盆、年末年始は終日運休となる。1日5往復。

### ツツジ尾根経由
JR山陰本線（嵯峨野線）保津峡駅 - (1:10)- 荒神峠 -(0:40)- 水尾岐れ -(0:30)- 黒門 - 愛宕神社・山頂

### 裏参道
京北町 細野口バス停 - (1:30)- ウジウジ峠 -(0:20)- サカサマ峠・首なし地蔵 -(0:50)- 愛宕神社・山頂

## みどころ
- 愛宕神社 - 愛宕山山頂に鎮座する、全国に約900社ある愛宕神社の総本社。火伏せ・防火に霊験のある神社として知られている。
- 月輪寺（つきのわでら） - 天台宗の寺で法然上人二十五霊場の第18番札所。月輪寺経由の登山道 標高約560m付近にある
- 火燧権現（ひうちごんげん）跡 - 清滝社火燧権現あるいは下権現社と呼ばれた社の跡。山頂の愛宕神社と同様火の神火産霊命を祀っていた。1665年刊「扶桑京華志」によれば「京洛に火事が起これば社が鳴動するところから名付けられた」とされる。1879年（明治12年）に愛宕神社銅鳥居上の神門横に燧神社として移され廃止された[9]。表参道17丁目 標高約200m付近
- 大杉大神 - かつて祠があったが、2018年9月の台風21号による強風で倒壊。表参道 標高約540m付近
- 黒門（京口惣門） - かつて神仏習合の山であった愛宕山にあった白雲寺の京都側の惣門。1868年の神仏分離令により白雲寺は破却された。京口に対し丹波口にも門があったが、現存していない[10]。表参道・水尾山稜参道 標高約850m付近
- 茶屋跡 - 愛宕山参りに訪れる参詣者のため、宿泊所や休憩処となる旅館や茶店がその起源とされる。1929年（昭和4年）に愛宕山鉄道鋼索線が山頂付近まで開通し、山中の参道を歩く参詣者が少なくなり殆どの茶屋が清滝川沿いの集落に移転したり、鉄道会社からの補償により廃業した。明治初期には19軒[9]、鋼索線開通前の昭和初期には、清滝川沿いの集落も含め茶屋等は31軒を数えたという[11]
  - 20丁目 一文字屋跡 - 愛宕山鉄道鋼索線開通後にケーブル山頂駅の2階に移転したとされ、現在は京都バス清滝バス停横で一文字屋食堂として営業中[9]。表参道20丁目 標高約250m付近
  - 25丁目 なか屋跡 - 米粉を練って蒸した名産菓子「しんこ」を売っていた[10]。表参道25丁目 標高約380m付近にあり、現在は登山客のための三合目休息所の東屋が建っている
  - 30丁目 水口屋跡 - 愛宕山鉄道鋼索線開通後にケーブル山頂駅南側に移転し、料理旅館として1944年（昭和19年）まで営業したとされる。この地に建っていた建物は、1936年に嵯峨鳥居本六反町の伊藤家別邸へ移築された[10]。表参道30丁目 標高約530m付近にあり、現在は登山客のための五合目休息所の東屋が建っており、空也滝方向へ降りる登山道との分岐点でもある
- ハナ売場 - 近年まで火伏の神花である樒（しきみ）を売っていた。1852年刊「洛西嵯峨名所案内記」では「古来樒を此山の神符とし、火災を除く。水尾村の女毎日此所に出て売る」樒枝売場と記されている[10]。表参道・水尾山稜参道 標高約720m付近
- 嵯峨小学校清滝分教場跡 - 1882年（明治15年）に嵯峨小学校分教場として創立。1922年（大正11年）火災により焼失し、表参道登山口付近の13丁目に移転した。1929年（昭和4年）に愛宕山鉄道開通により廃止。小学1年生と2年生が分教場で学んでいた[10]。表参道 標高約190m付近

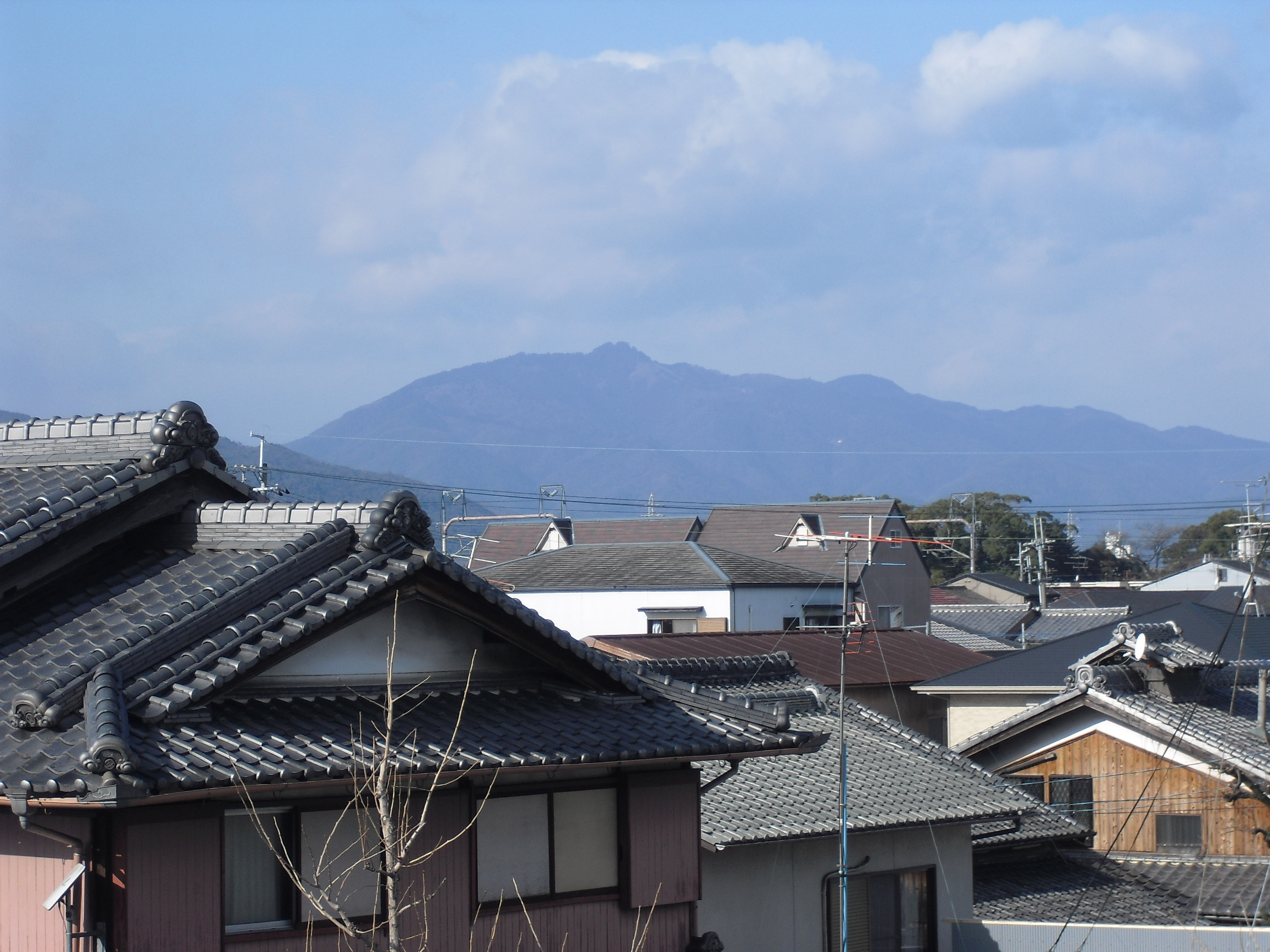
京都市西京区桂地区から望む愛宕山
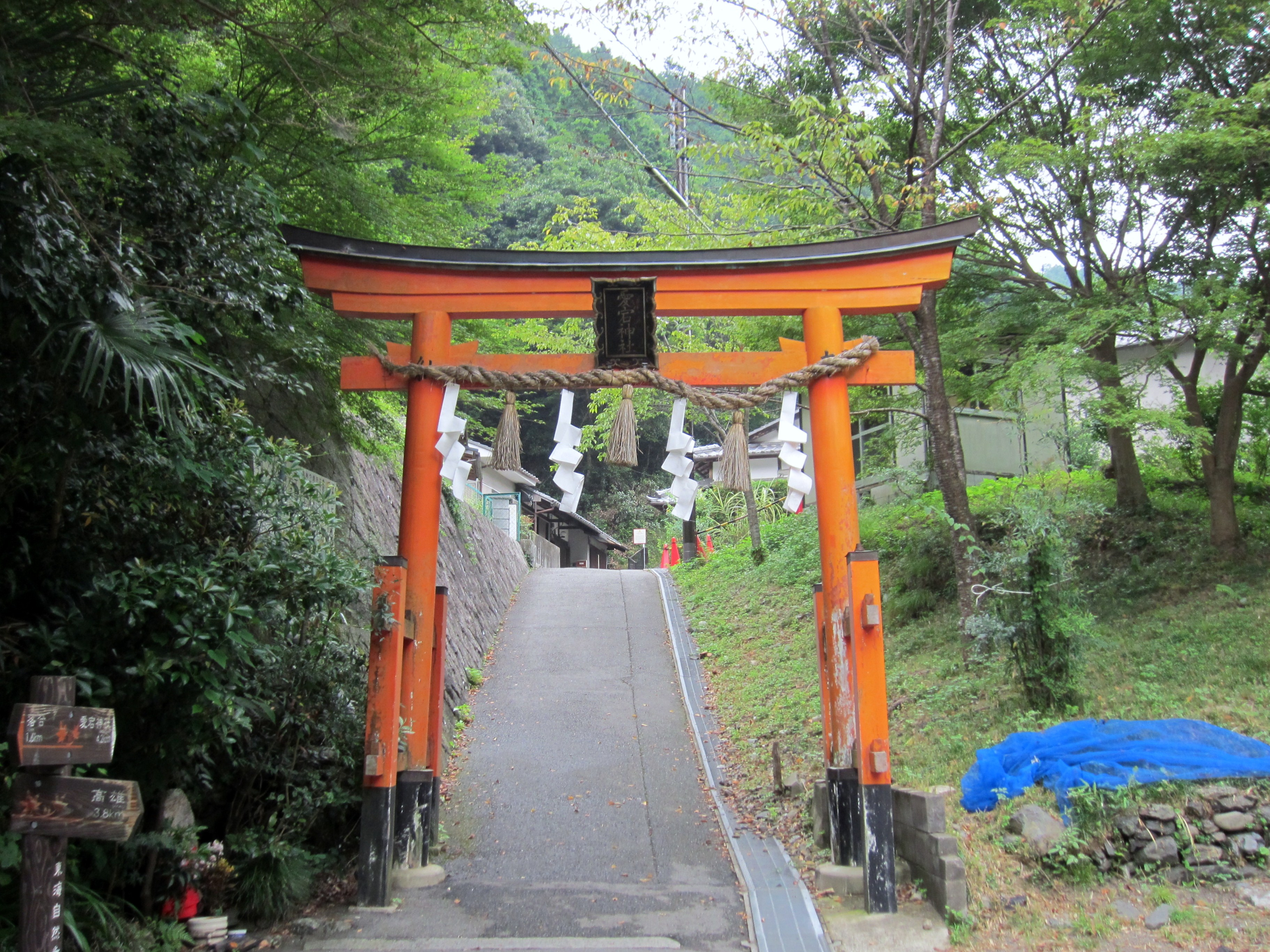
表参道入口
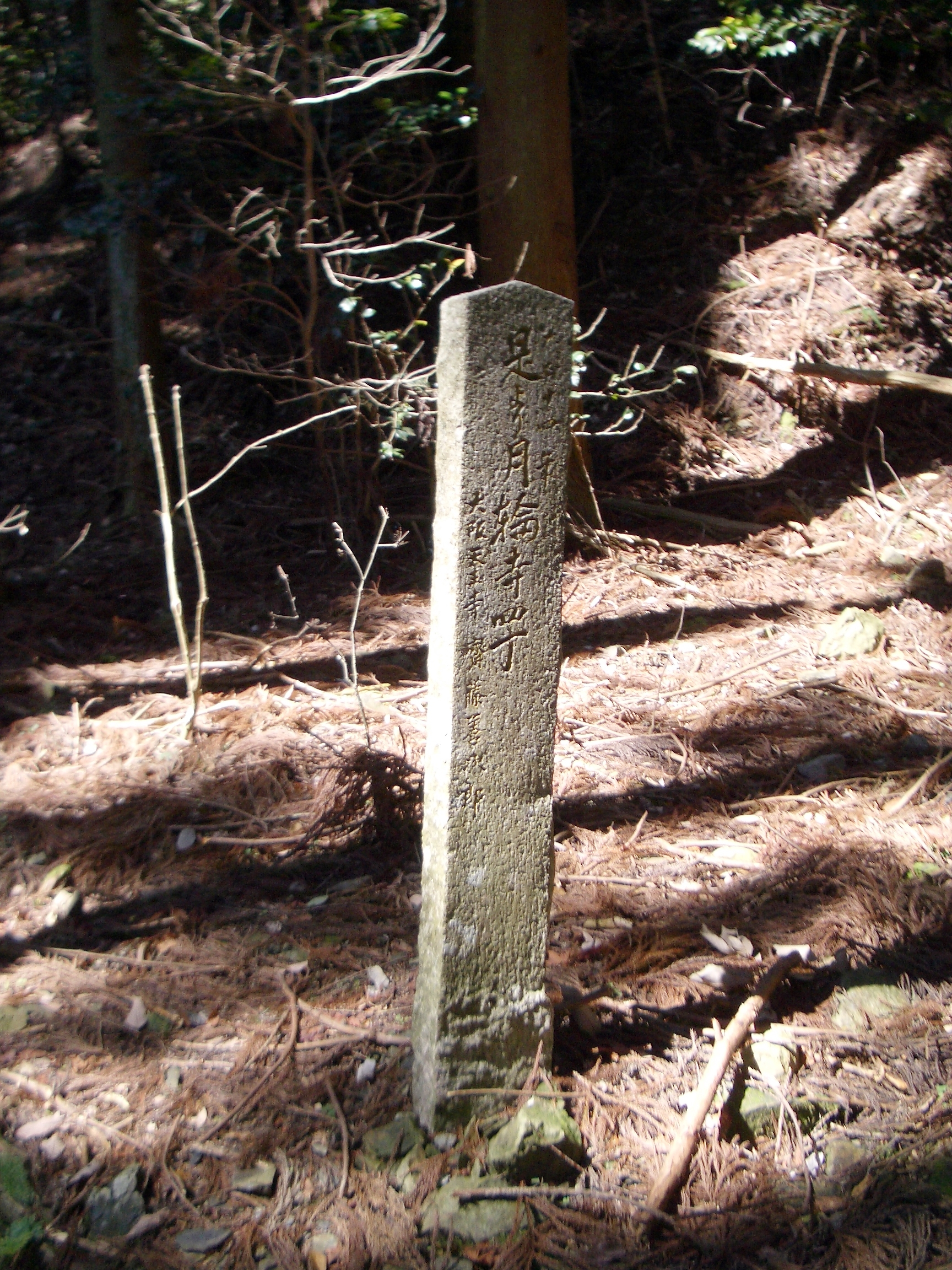
道標
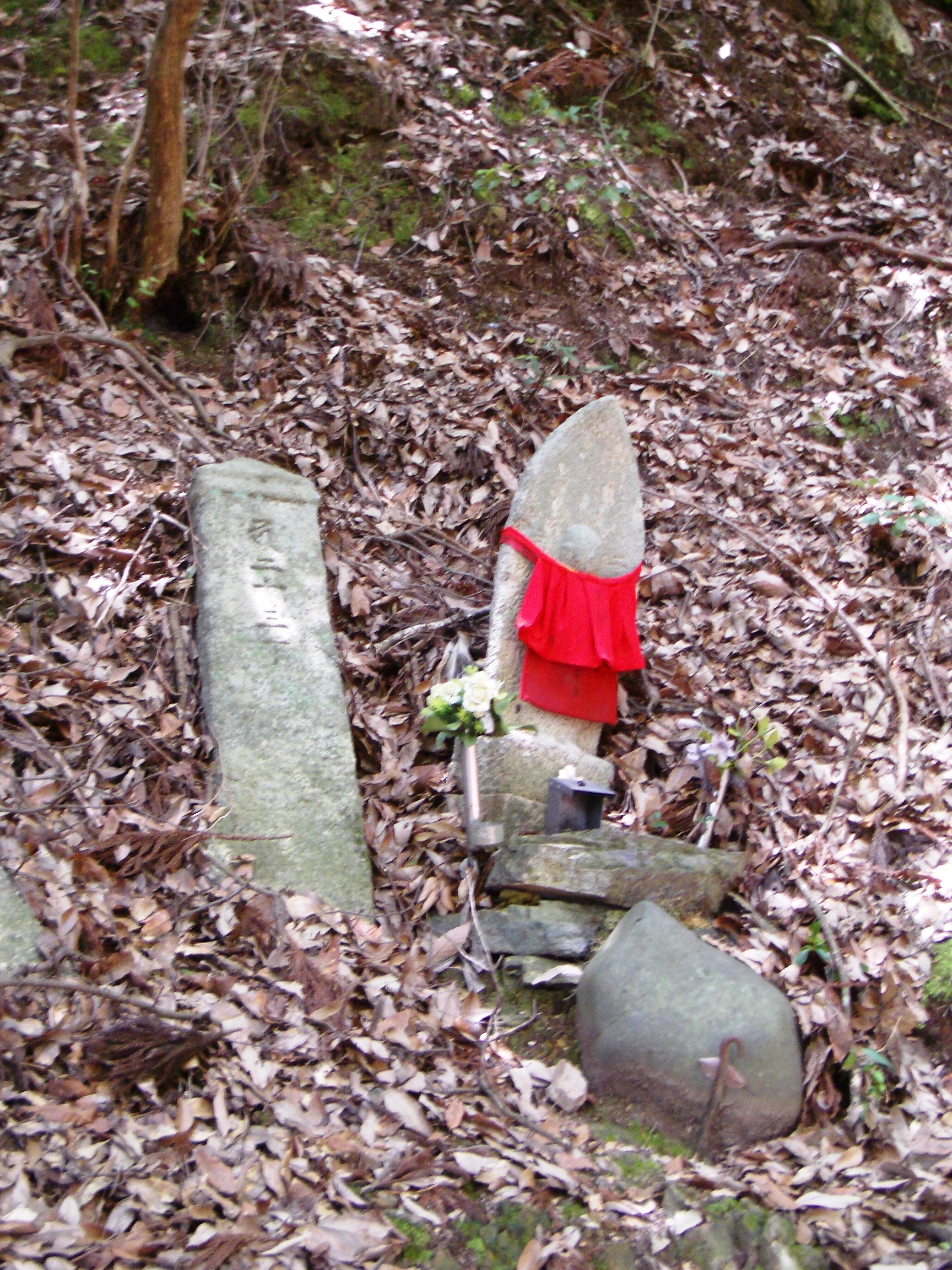
地蔵
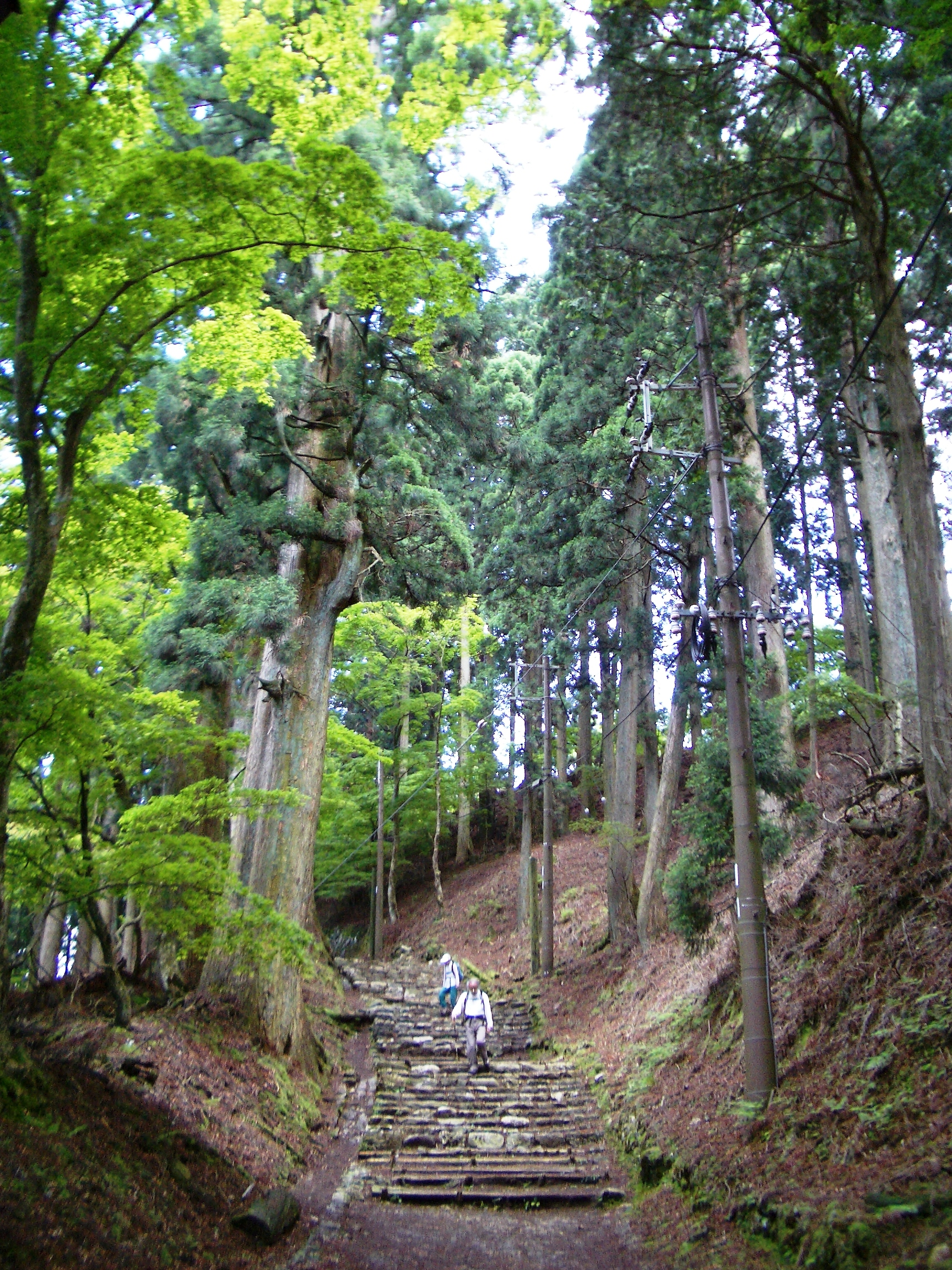
愛宕山参道
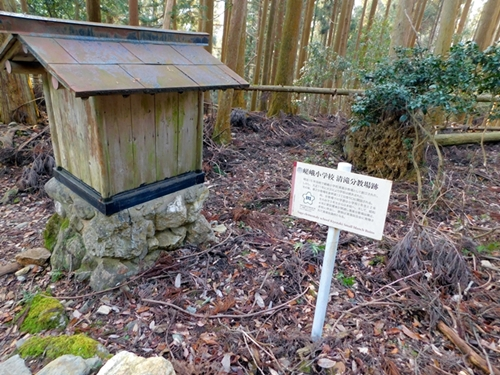
嵯峨小学校清滝分教場跡
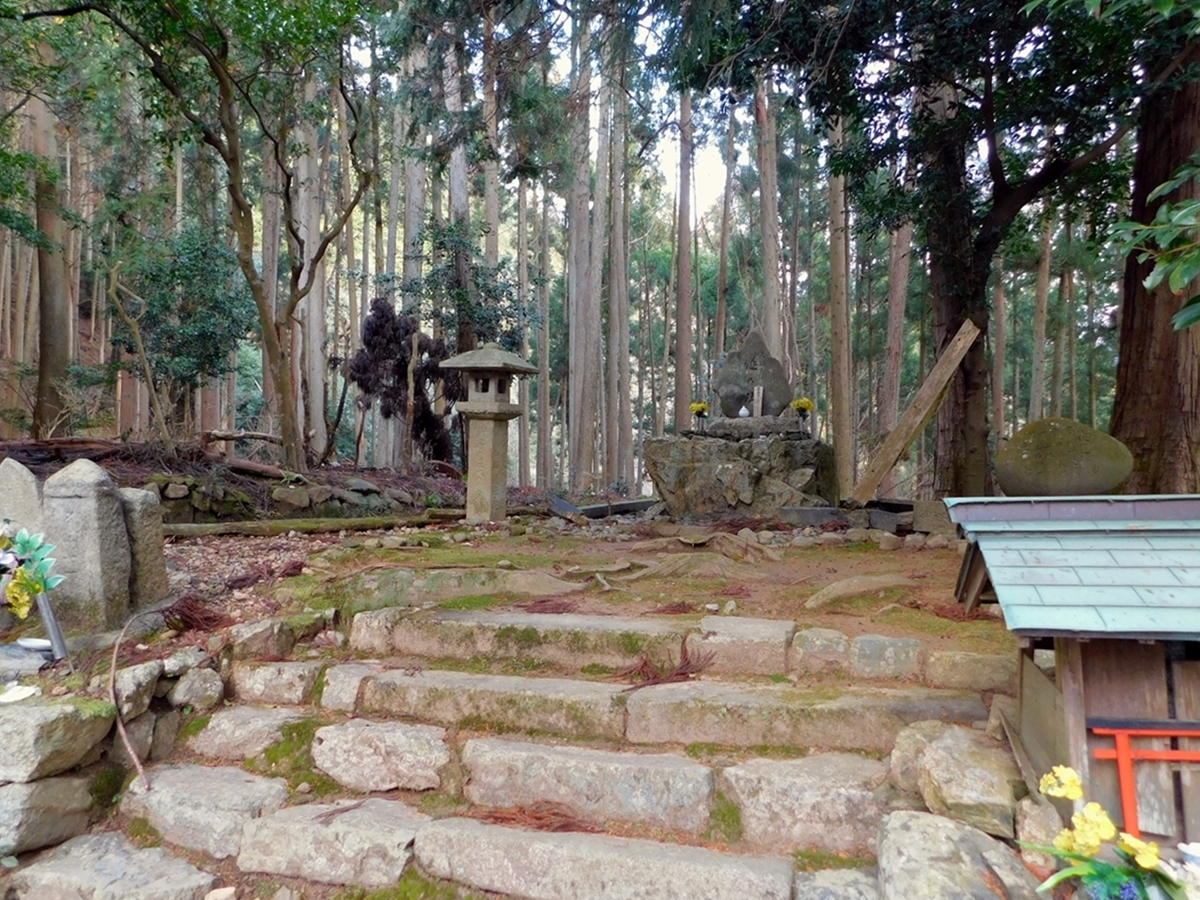
火燧権現跡
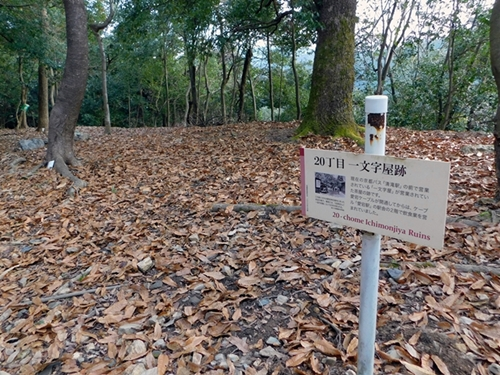
20丁目 一文字屋跡
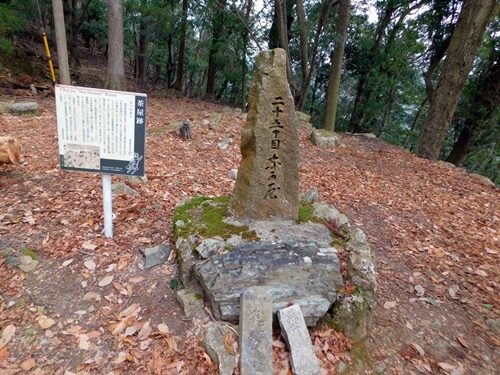
25丁目 なか屋跡
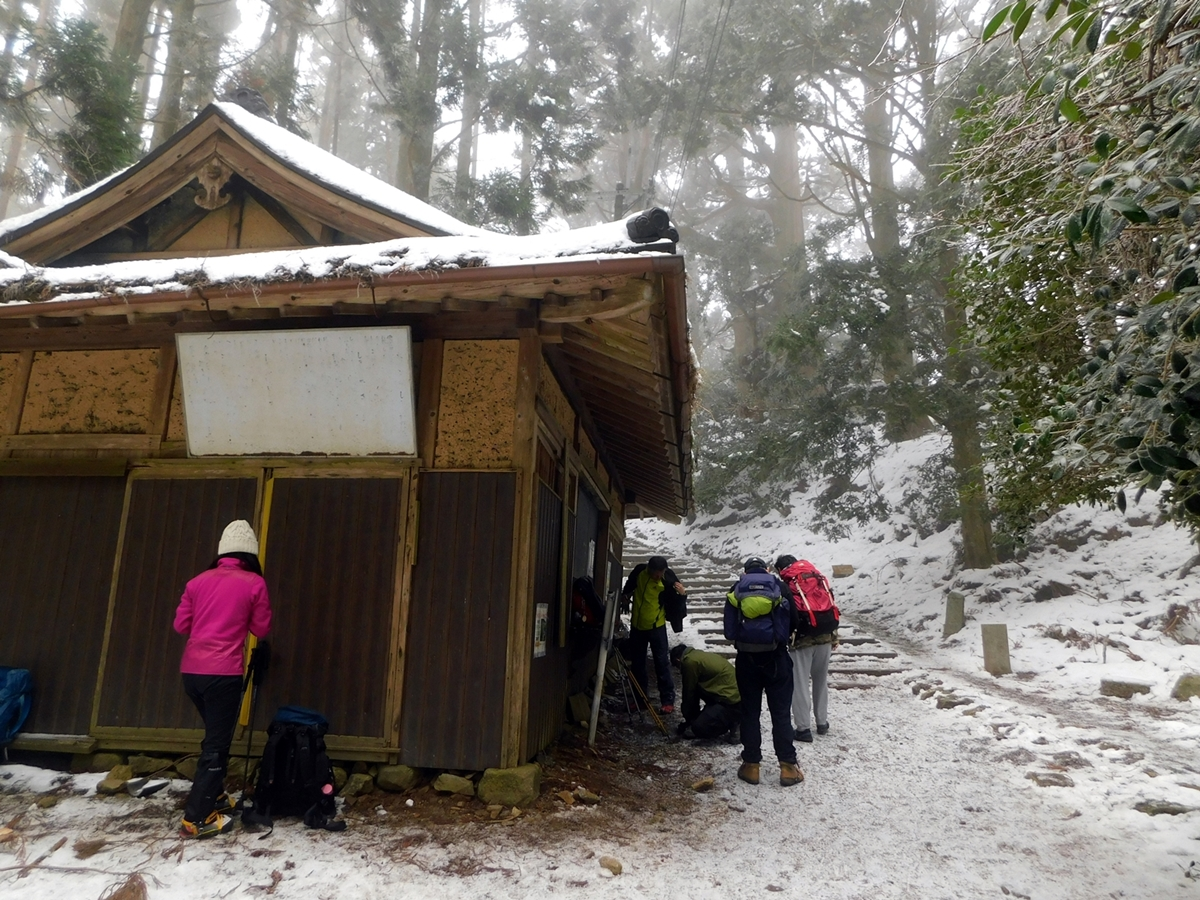
ハナ売場
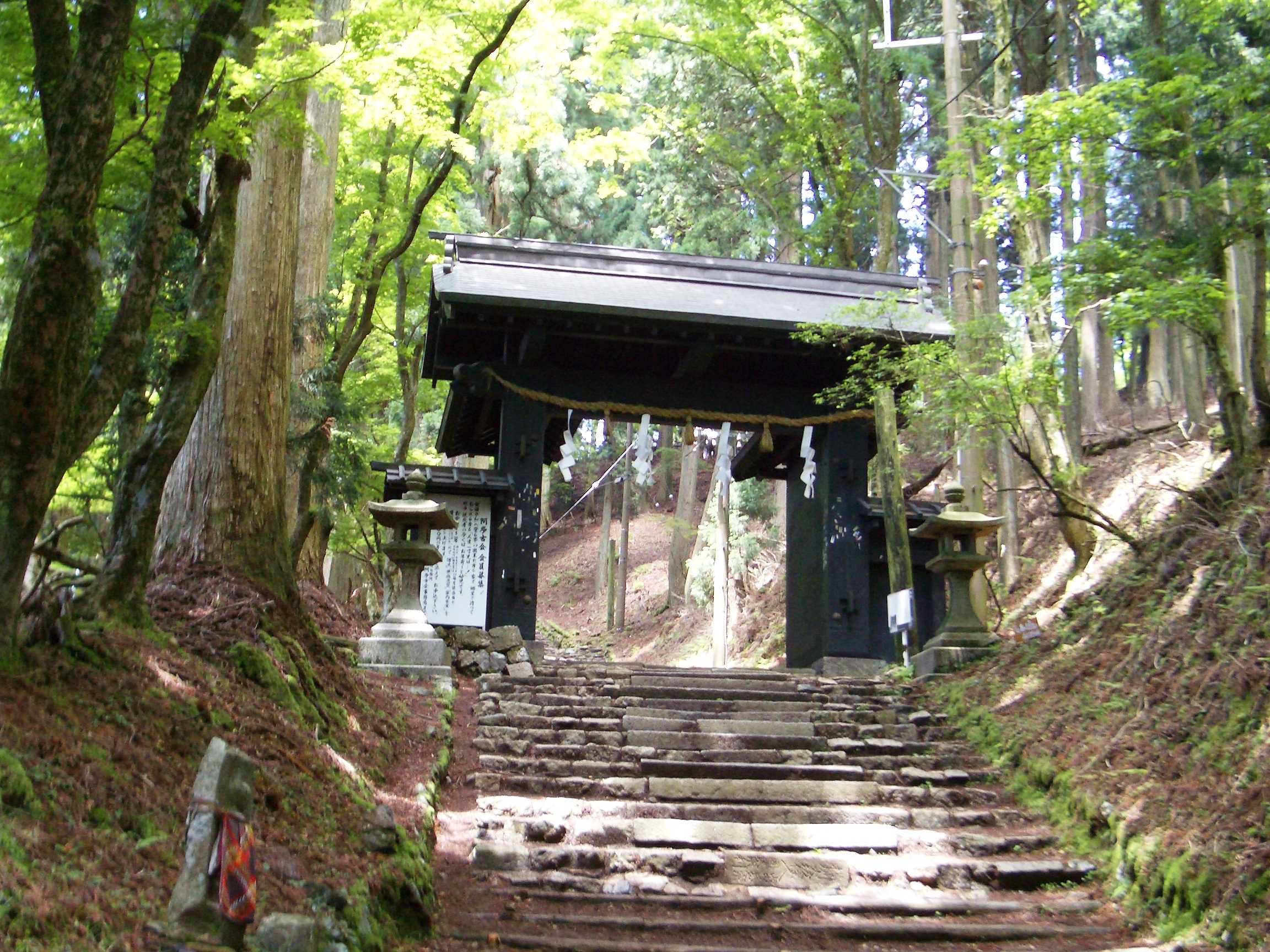
黒門
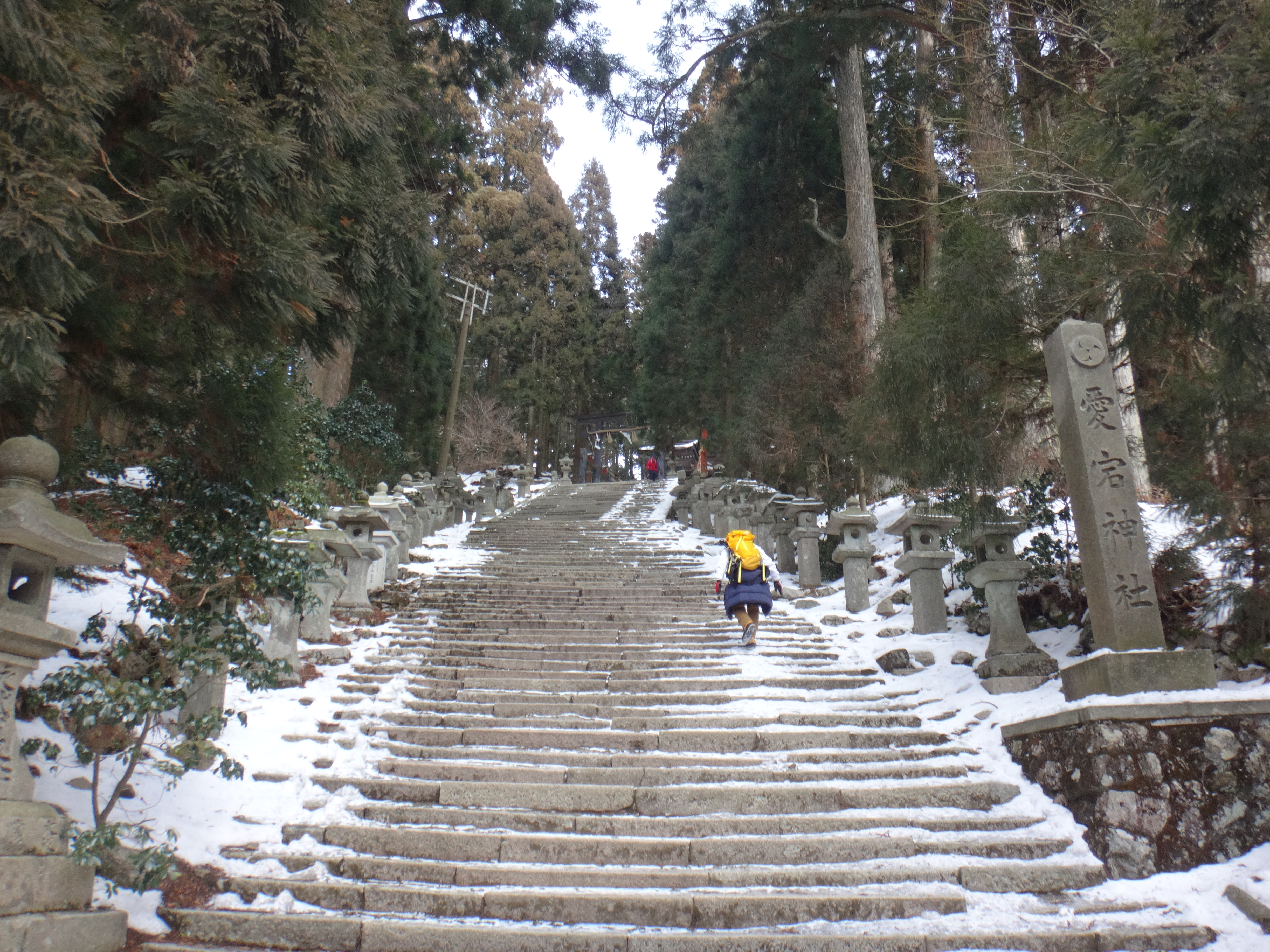
愛宕神社階段
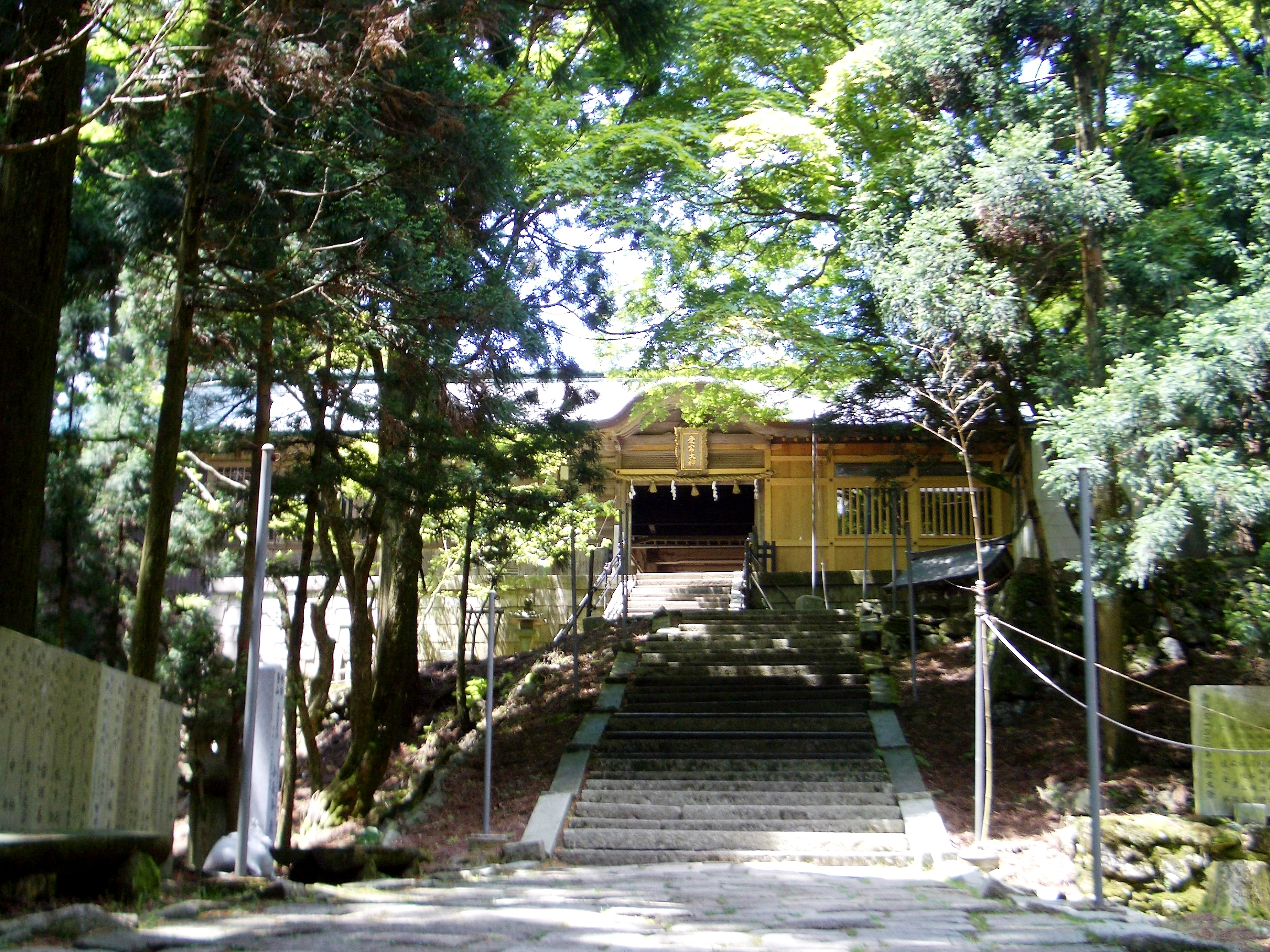
愛宕神社
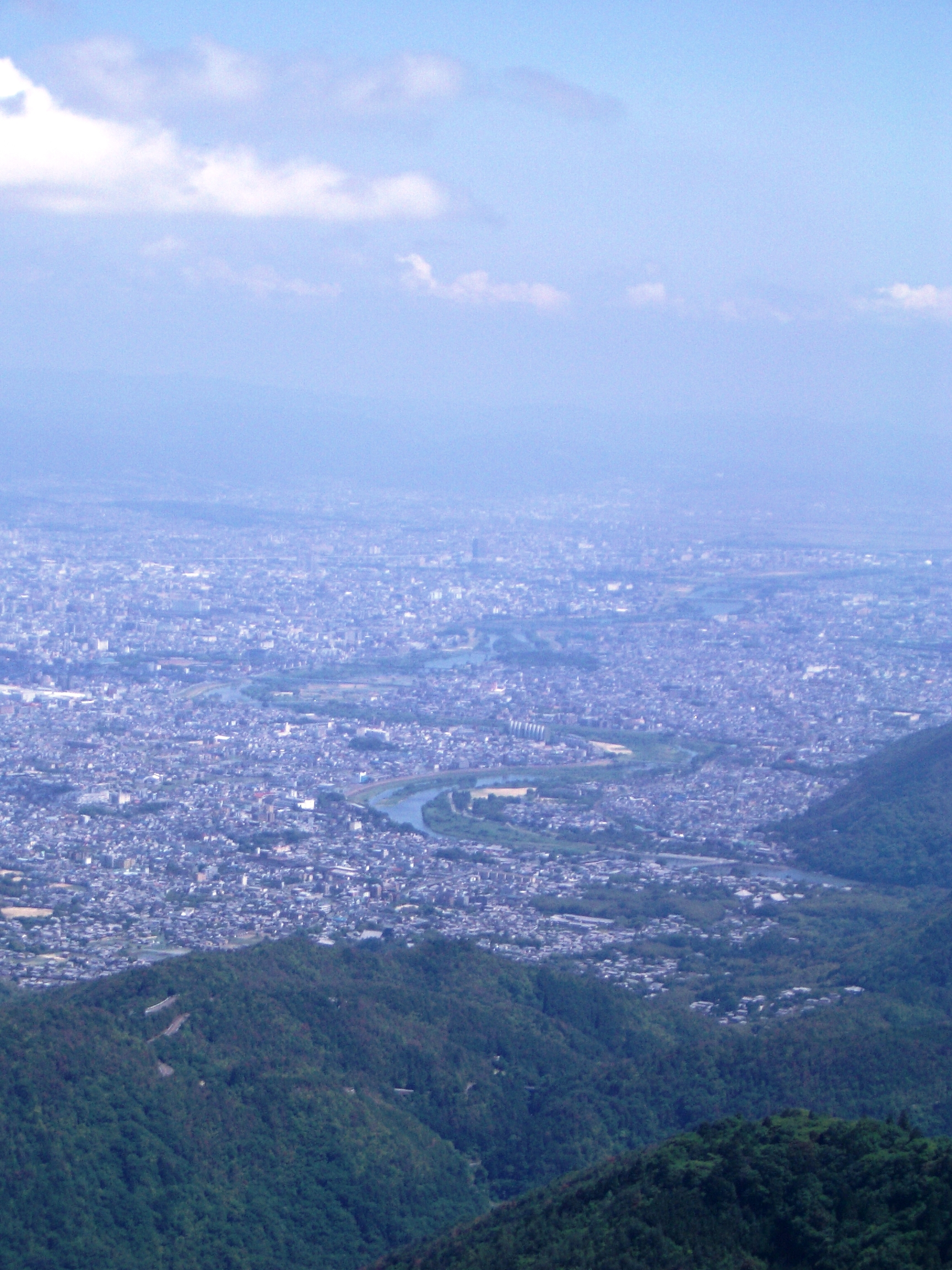
愛宕山から望む桂川
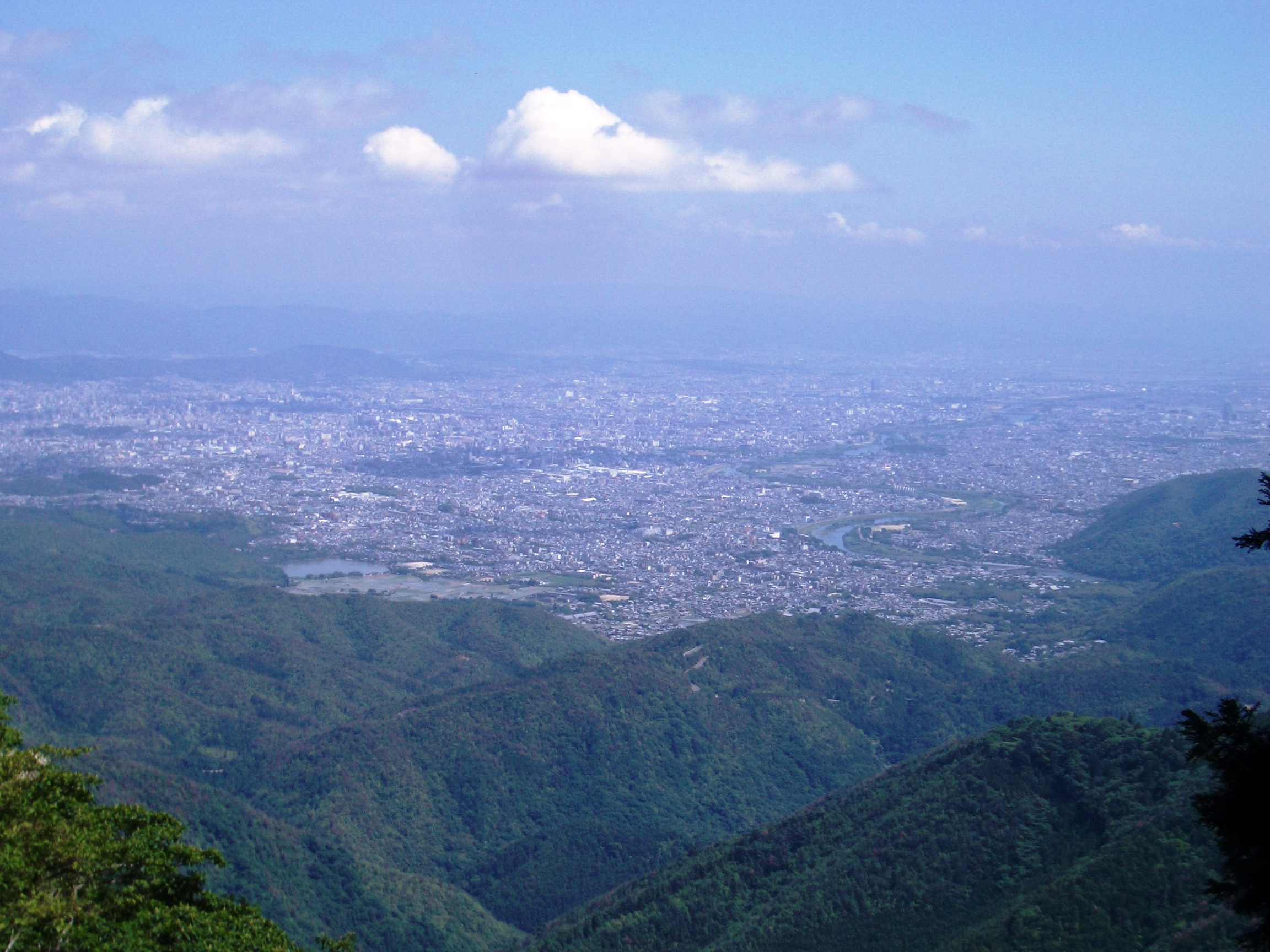
愛宕山から望む京都市街
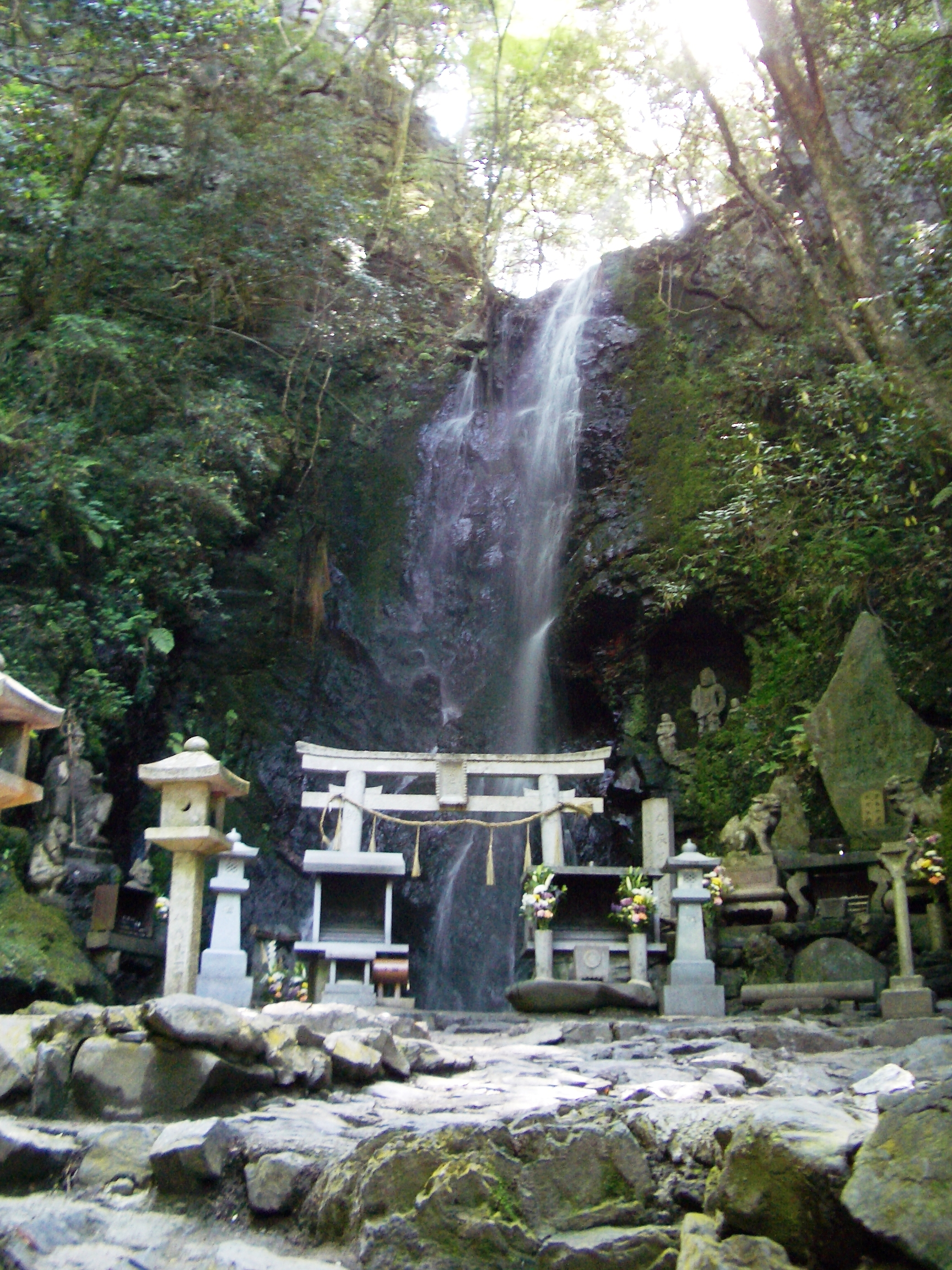
空也の滝

## 愛宕山が登場する作品
- 落語『愛宕山』 - 愛宕山でのピクニックのさなかに事件が起こる。
- 小泉八雲『常識』（『骨董』収録） - 愛宕山の小さな古寺が舞台となる。
- 紫式部『源氏物語』 - 「東屋」にて愛宕山が歌に詠まれる。
- 戸部新十郎『服部半蔵』 - 七巻冒頭にて、魔界としての愛宕山伝説が略述されている。